# Vigo di Ton
Vigo di Ton (Vic' in noneso) è il capoluogo del comune di Ton in provincia autonoma di Trento.

## Geografia fisica

### Territorio
Vigo di Ton si trova in Val di Non, sulla sponda sinistra del torrente Noce, ad un'altitudine di 455 metri sul livello del mare, in una conca compresa tra il dosso su cui si erge Castel Thun e la forra del rio Rinassico, che scorre poco distante del centro abitato.

## Storia

### Etimologia
Il nome del paese deriva del latino vicus, cioè "villaggio".

### La Pieve

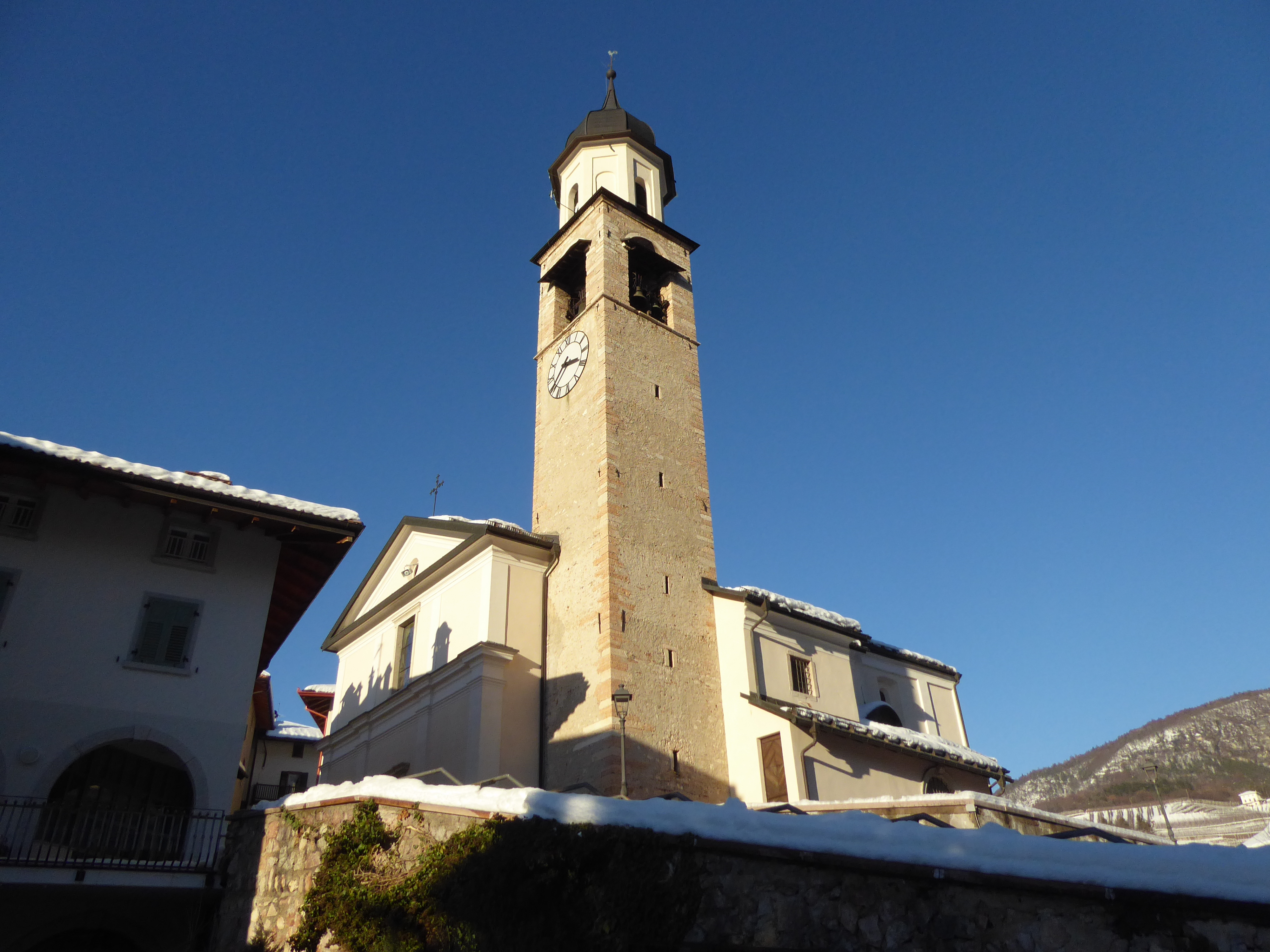
La chiesa di Santa Maria Assunta

Vigo era la sede e il centro più importante dell'antica Pieve di Ton, documentata fin dal XIII secolo. La pieve comprendeva anche le comunità di Toss e Masi di Vigo con Castelletto., con le quali Vigo mantenne sempre un forte legame, condividendo con esse un'unica Carta di regola, il testo contenente le norme che regolavano la vita e il lavoro agricolo nei tre villaggi, risalente al 1562.

### I Thun
La storia di Vigo di Ton per molti secoli fu strettamente legata a quella di Castel Thun e dei suoi dinasti, i quali detenevano il diritto di esigere la decima su diversi terreni, nonché il ruolo di Regolani maggiori, che dava loro modo di intervenire come giudici in varie questioni che riguardavano la vita della comunità.

### Storia contemporanea
Con l'abolizione delle antiche regole all'inizio del XIX secolo, il paese, con il nome di Vigo d'Anaunia, divenne un comune autonomo e tale rimase fino al 1928, anno in cui in seguito alla riforma fascista degli enti locali, venne aggregato al Comune di Ton.

## Monumenti e luoghi d'interesse

### Architetture religiose
- Chiesa di Santa Maria Assunta, antica pieve di Ton, attestata dal 1233.[6]
- Chiesa di San Vigilio, edificio attestato a partire dal XIV secolo.[7]

### Architetture militari
- Castel Thun, posto sulla collina sovrastante il paese, è un monumentale fabbricato civile-militare medievale fra i meglio conservati del Trentino.
- Castel San Pietro è un antico castello del XII secolo di cui restano soli pochi ruderi e una torre cilindrica. Si trova a 864 metri di altitudine ed è raggiungibile solamente a piedi mediante un ripido sentiero.

### Aree naturali
- Malga Bodrina, raggiungibile mediante una strada forestale dall'abitato di Vigo, si trova a 1560 metri di quota sulla Costiera della Mendola, presso Cima Roccapiana, che con i suoi 1873 metri sul livello del mare è il punto più elevato del territorio comunale di Ton.